# 11373 Carbonaro
11373 Carbonaro este un asteroid din centura principală de asteroizi.

## Descriere
11373 Carbonaro este un asteroid din centura principală de asteroizi. A fost descoperit pe 17 august 1998 la Socorro, New Mexico, în cadrul proiectului LINEAR. Asteroidul prezintă o orbită caracterizată de o semiaxă mare de 2,20 ua, o excentricitate de 0,13 și o înclinație de 2,0° în raport cu ecliptica.